# Tatsuya Ishikawa
Tatsuya Ishikawa (født 25. december 1979) er en japansk fodboldspiller.
Han har spillet for flere forskellige klubber i sin karriere, herunder Kashima Antlers, Tokyo Verdy og Montedio Yamagata.